# Обикновена кафявозъбка
Обикновената кафявозъбка (Sorex araneus) е вид дребни бозайници от семейство Земеровкови (Soricidae). Тя е най-разпространената земеровка и един от често срещаните бозайници в Европа.
Обикновената кафявозъбка има няколко вида-двойници, от които е много трудно да бъде отличена само по външни белези: Sorex coronatus, Sorex granaris, Sorex samniticus, Sorex satunini. Никой от тях не се среща на Балканския полуостров.

## Физически характеристики
Обикновената кафявозъбка има дължина 57-97 mm и маса 5-12 g, малки очи, заострена подвижна муцуна и зъби с червеникавокафяви върхове. Козината по гърба е тъмнокафява, по-светла по коремната страна. Младите екземпляри са по-светли до първата смяна на козината през есента.
Зрението на кафявозъбката е слабо и тя използва главно обонянието и слуха си, за да намира храна. С помощта на тези сетива тя може да усети плячката си на дълбочина 12 cm под земята.

## Разпространение и местообитания
Обикновената кафявозъбка се среща в гори, ливади и пасища в умерените зони на Евразия от Западна Европа (без Пиренейския полуостров и Ирландия) до Енисей и Байкал в Сибир. В България се среща в цялата страна, но значително по-често в планинските райони.

## Начин на живот
Обикновените кафявозъбки са активни през цялото денонощие, но предимно по тъмно, като се движат почти непрекъснато. Приготвят си гнездо под земята или под гъста растителност. Отделните индивиди имат собствена територия с радиус около 400-600 m, която запазват през целия си живот. Те стават силно агресивни, когато друга земеровка навлезе в територията им. Мъжките напускат участъка си само през размножителния сезон в търсене на женски.
Кафявозъбките се хранят с дребни животни, главно земни червеи, охлюви, многоножки, сенокосци, насекоми. Поради интензивния си метаболизъм, всеки ден те трябва да консумират храна, равняваща се на 80-90% от собственото им тегло. За тази цел те трябва да се хранят на всеки два до три часа. Не спят зимен сън, тъй като тялото им е твърде малко, за да натрупа необходимите хранителни резерви.
Размножителният сезон на обикновената кафявозъбка продължава от април до октомври. След бременност от около 20 дни женската ражда по 4-10 малки, които кърми 22 до 25 дни, след което те стават независими. Обикновено една женска ражда 1-2 пъти в годината. Продължителността на живота рядко е повече от 1 година.